# Suffocation (album)
Suffocation è il quinto album in studio del gruppo musicale death metal statunitense Suffocation, pubblicato nel 2006.

## Tracce
1. Oblivion – 0:40
2. Abomination Reborn – 3:33
3. Redemption – 5:24
4. Bind Torture Kill – 5:44
5. Misconceived – 3:35
6. Translucent Patterns of Delirium – 3:31
7. Creed of the Infidel – 4:23
8. Regret – 3:51
9. Entrails of You – 4:21
10. The End of Ends – 4:14
11. Prelude to Repulsion – 4:58

## Formazione
- Frank Mullen - voce
- Terrance Hobbs - chitarra, basso
- Guy Marchais - chitarra
- Derek Boyer - basso
- Mike Smith - batteria